# Dreisbachia navajo
Dreisbachia navajo là một loài tò vò trong họ Ichneumonidae.